# 의성군의회
의성군의회는 경상북도 의성군 지역을 관할하는 기초의회이다.